# Beningsfeld
Beningsfeld ist ein Ortsteil im Stadtteil Refrath von Bergisch Gladbach.

## Geschichte
Der Hochmittelalterliche Siedlungsname Beningsfeld ist im Urkataster als Penningsfeld verzeichnet. Die mittelalterliche Hofgründung wurde auf Veranlassung des Grafen von Berg durch den Gladbacher Fronhof vorgenommen. Bis ins 17. Jahrhundert hatten sich aus der Siedlungsgründung bereits zwei Hofgründungen mit dem Gut am Benesfeld und dem Gut am untersten Benesfeld entwickelt. Einer dieser Höfe war zu dieser Zeit Teil der Honschaft Gronau und einer Teil der Honschaft Refrath.
Der Siedlungsname Beningsfeld lässt verschiedene Deutungen zu. Zunächst kann das Bestimmungswort Benings auf das althochdeutsche binuz (= Binse) zurückgeführt werden. Das würde bedeuten, dass hier ein Binsenfeld mit Straußgras und Erika bestanden hat. Nach den Unterlagen des Pfarrarchivs konnte der Name auch auf den heiligen Benignus zurückzuführen sein. Schließlich könnte sich entsprechend der Schreibweise Pennings eine Zinsabgabe oder Währung dahinter verbergen.
Unter der französischen Verwaltung zwischen 1806 und 1813 wurde das Amt Porz aufgelöst und Beningsfeld wurde politisch zum Teil der Mairie Bensberg, zum Teil der Mairie Gladbach im Kanton Bensberg zugeordnet. 1816 wandelten die Preußen die Mairien zur Bürgermeisterei Bensberg bzw. Gladbach im Kreis Mülheim am Rhein.
Der Ort ist auf der Topographischen Aufnahme der Rheinlande von 1824 als Benningsfeld mit zwei Siedlungsbereichen und auf der Preußischen Uraufnahme von 1840 als (Unter- und Ober-) Penningsfeld verzeichnet. Ab der Preußischen Neuaufnahme von 1892 ist er auf Messtischblättern regelmäßig als Penningsfeld und auf Karten zwischen 1949 und 1969 als Benningsfeld verzeichnet.
Im Zuge eines Gebietstausches der Bürgermeistereien Bensberg und Gladbach kam schließlich der Gladbacher Teil von Beningsfeld auch zu Bensberg.
Aufgrund des Köln-Gesetzes wurde die Stadt Bensberg mit Wirkung zum 1. Januar 1975 mit Bergisch Gladbach zur Stadt Bergisch Gladbach zusammengeschlossen. Dabei wurde auch Beningsfeld Teil von Bergisch Gladbach.
| Jahr | Einwohner | Wohn- gebäude | Kategorie    | Politische / kirchliche Zugehörigkeit                                             |
| ---- | --------- | ------------- | ------------ | --------------------------------------------------------------------------------- |
| 1822 | 67        |               | Bauergut     | Bürgermeisterei Bensberg, Kirchspiel Bensberg                                     |
| 1822 | 43        |               | Hofstelle    | Bürgermeisterei Gladbach, Kirchspiel Gladbach, gen. Penningsfeld                  |
| 1830 | 89        |               | Hofstelle    | Bürgermeisterei Bensberg, Pfarrgemeinde Bensberg                                  |
| 1830 | 49        |               | Hofstelle    | Bürgermeisterei Gladbach, Kirchspiel Gladbach, gen. Penningsfeld                  |
| 1845 | 63        | 9             | Bauergütchen | Bürgermeisterei Bensberg, Pfarre Bensberg, gen. Penningsfeld                      |
| 1845 | 63        | 9             | Hofstelle    | Bürgermeisterei Gladbach, Gemeinde Gronau, Kirchspiel Gladbach, gen. Penningsfeld |
| 1871 | 103       | 19            | Hofstelle    | Bürgermeisterei Bensberg, gen. Penningsfeld                                       |
| 1885 | 92        | 19            | Wohnplatz    | Bürgermeisterei Bensberg, Kirchspiel Refrath                                      |
| 1895 | 97        | 18            | Wohnplatz    | Bürgermeisterei Bensberg, Kirchspiel Refrath                                      |
| 1905 | 114       | 23            | Wohnplatz    | Bürgermeisterei Bensberg, katholische Pfarre Refrath                              |

## Kläranlage

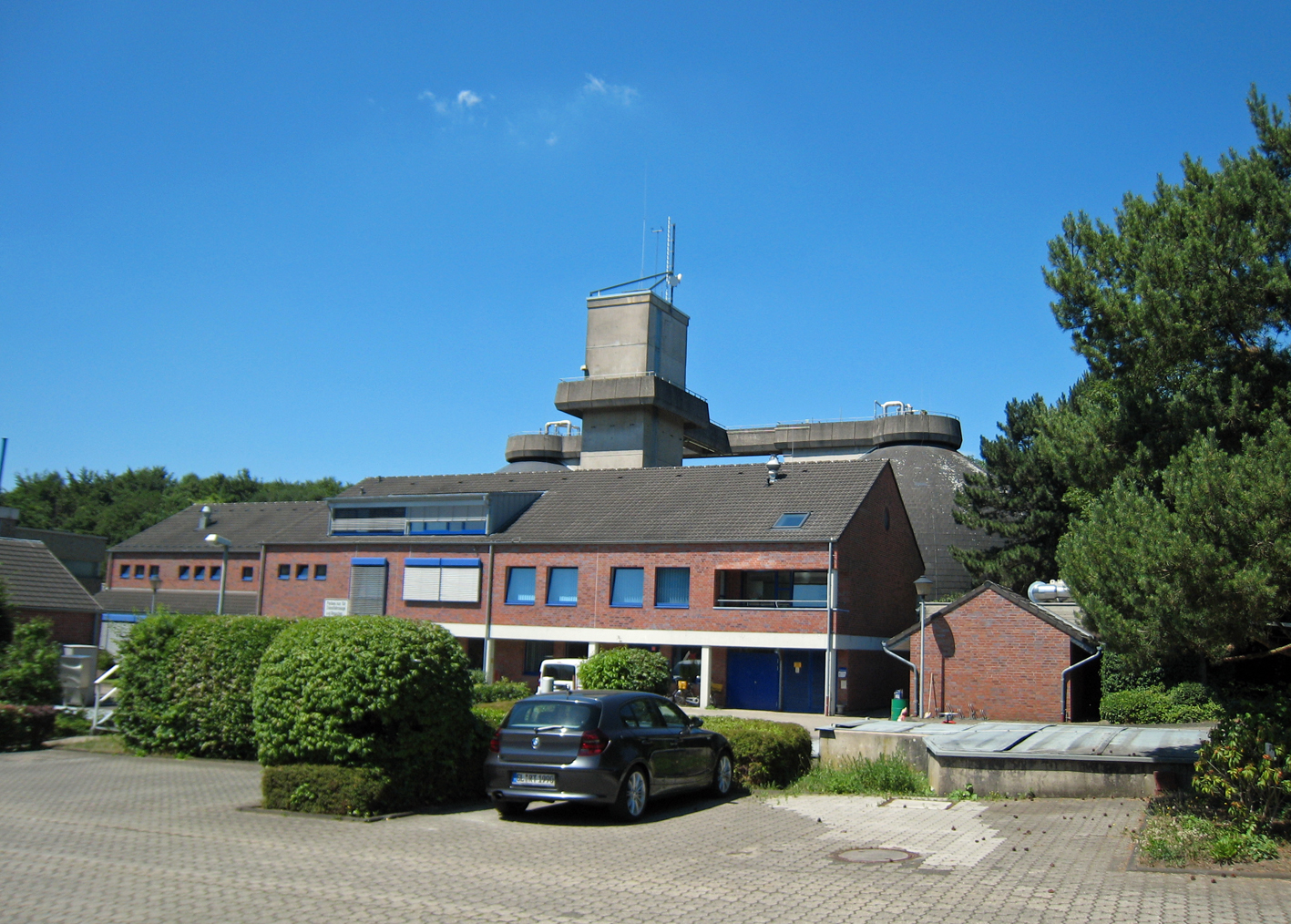
Klärwerk der Stadt Bergisch Gladbach in Beningsfeld

In der Kläranlage Beningsfeld werden die Abwässer der gesamten Stadt Bergisch Gladbach biologisch gereinigt. Dabei werden optimale Lebensbedingungen für die Mikroorganismen geschaffen. Zuletzt fließt das gereinigte Abwasser durch ein Auslaufbauwerk in den Rechtsrheinischen Kölner Randkanal und nach ca. 15 km in den Rhein bei Köln-Stammheim.